# Кров людська — не водиця
«Кров людська́ — не води́ця» (рос. «Кровь людская — не водица») — український радянський художній фільм 1960 року; створений за мотивами однойменного роману-епопеї письменника Михайла Стельмаха. Фільм виконаний в дусі більшовицької пропаганди.

## Сюжет
У селі Новобугівка у відповідь на розподіл куркульських і панських земель куркулі вчинили криваву розправу…

## Актори
- Євген Бондаренко — Мірошниченко
- Генріх Осташевський — Нечуйвітер
- Анатолій Соловйов — Тимофій Горицвіт
- Карина Шмаринова — Галина
- Леонід Тарабаринов — Данило Підопригора
- Микола Талюра — Мирон Підопригора
- Федір Іщенко — Олександр Підопригора
- Петро Вескляров — Фесюк
- А. Король — Палилюлька
- Поліна Куманченко — Марійка Бондар
- А. Срібний — Полікарп Сергієнко
- Аркадій Гашинський — Варчук
- Доміан Козачковський — Січкар
- Олександр Гай — Погиба
- Володимир Дальський — Бараболя
- С. Брусиловський — Дмитро Горицвіт
- І. Покора — Степан Кушнір
- Михайло Хорош — старий Горицвіт
- Микола Пішванов — Іванишин
- Дмитро Гнатюк — сліпий Андрійко
- В епізодах: Олександр Ануров (Симон Петлюра), Костянтин Артеменко, П. Білокінь, С. Гащук, Я. Гребенюк, Олексій Давиденко, Василь Дашенко, І. Дзюба, Борис Івченко, Євген Коваленко, Іван Кононенко-Козельський, Катерина Литвиненко, Юрій Максимов, Олександр Мовчан (козак), Н. Морокін, Ольга Ножкина, Юрій Остапенко, Раїса Пироженко (Олеся Фесюк), Олександр Райданов, Л. Рекеда, Віталій Смоляк, Григорій Тесля, Лариса Хоролець, Микола Борисенко, Валентин Черняк (Марков), В. Шевченко, Вітольд Янпавліс

## Знімальна група
- Режисер-постановник: Микола Макаренко
- Сценаристи: Михайло Стельмах, Микола Макаренко
- Оператор-постановник: Вадим Верещак
- Художник-постановник: Олег Степаненко
- Режисер: Микола Сергеєв
- Композитор: Анатолій Свєчніков
- Думи композитора Платона Майбороди
- Звукооператор: Ніна Авраменко
- Тексти пісень: Олександр Ніколенко
- Редактор фільму: Надія Орлова
- Художник по костюмах: Ядвіга Добровольська
- Художник по гриму: Ніна Тихонова
- Монтажер: Ольга Кізимовська
- Комбіновані зйомки: оператор — Тетяна Чернишова, художник — Володимир Дубровський
- Військовий консультант: гвардії генерал-лейтенант Микола Осликовський
- Державний оркестр УРСР, диригент — Петро Поляков
- Директор картини: Н. Шаров